# Dilomilis montana
Dilomilis montana är en orkidéart som först beskrevs av Olof Swartz, och fick sitt nu gällande namn av Victor Samuel Summerhayes. Dilomilis montana ingår i släktet Dilomilis och familjen orkidéer. Inga underarter finns listade i Catalogue of Life.